# Cordylancistrus platyrhynchus
Cordylancistrus platyrhynchus är en fiskart som först beskrevs av Fowler, 1943.  Cordylancistrus platyrhynchus ingår i släktet Cordylancistrus och familjen Loricariidae. Inga underarter finns listade i Catalogue of Life.